# درينا (سيجارة)
درينا Drina هي علامة تجارية بوسنية للسجائر، يملكها ويصنعها حاليًا مصنع سراييفو للتبغ. تم تسميتها نسبة إلى نهر درينا الذي يشكل جزءًا من الحدود الدولية بين صربيا والبوسنة والهرسك.

## التاريخ
تم تأسيس العلامة التجارية بعد نهاية الحرب العالمية الثانية في جمهورية البوسنة والهرسك الاشتراكية. وسرعان ما أصبحت واحدة من علامات السجائر التجارية الأكثر انتشارًا في يوغوسلافيا، على خطى العلامات التجارية مثل مورافا ودرافا. وتعد واحدة من العلامات التجارية القليلة للسجائر -في يوغوسلافيا السابقة- التي نجت من تفكك يوغوسلافيا ولا تزال تباع حتى اليوم، باعتبارها العلامة التجارية الأكثر شعبية في البوسنة والهرسك. وما يجعلها فريدة ومميزة عن غيرها هو أنها تستخدم تبغًا خاصًا من نوع رافنجاك، بدلاً من أنواع التبغ التقليدية مثل فيرجينيا أو بيرلي.

## الأسواق
تم بيع درينا أو لا تزال تباع في الدول الآتية:
سويسرا، البوسنة النمساوية المجرية، مملكة يوغوسلافيا، يوغوسلافيا، جمهورية كرواتيا الاشتراكية، صربيا الاشتراكية، صربيا والجبل الأسود، صربيا، جمهورية البوسنة والهرسك الاشتراكية، والبوسنة والهرسك.

## الأنواع
- درينا دينفين[7][8]
- درينا جيدينا
- درينا جولد
- درينا سيلفر

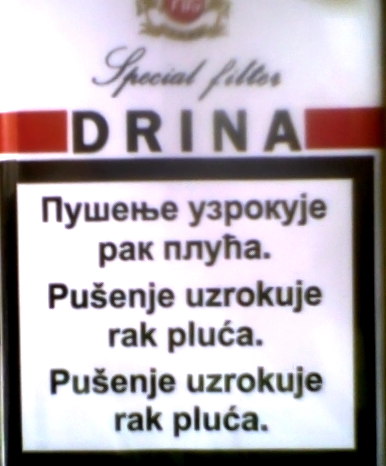
درينا، عبوة حالية تحمل علامة تحذيرية باللغات البوسنية والكرواتية والصربية.

يوضح الجدول التالي العلامات التجارية الحالية لسجائر درينا التي تباع، مع مستويات القطران والنيكوتين وأول أكسيد الكربون.
| العبوة       | القطران | النيكوتين | أول أكسيد الكربون |
| ------------ | ------- | --------- | ----------------- |
| درينا دينفين | 10 ملغ  | 0,9 ملغ   | 10 ملغ            |
| درينا جيدينا | 10 ملغ  | 0,8 ملغ   | 10 ملغ            |
| درينا جولد   | 8 ملغ   | 0,6 ملغ   | 10 ملغ            |
| درينا سيلفر  | 4 ملغ   | 0,4 ملغ   | 6 ملغ             |